# Le Journal du hard
Le Journal du hard est une émission de télévision française mensuelle, diffusée chaque premier samedi du mois à minuit sur Canal+ depuis 1991, et qui présente l'actualité du cinéma pornographique.
Comme d'autres programmes de la même chaîne, elle a été diffusée en Belgique et au Luxembourg sur la version locale de Canal+ (devenue Be 1 en 2004) mais y a été programmée tous les deuxièmes samedis du mois. Dans tous les cas, l'émission a été suivie d'un film pornographique.

## Concept
Se voulant le pendant du Journal du cinéma pour l'industrie des films pour adultes, l'émission propose des interviews et reportages divers sur des tournages de films. Il présente des acteurs, actrices, réalisateurs qui commencent à se faire un nom dans le milieu, ou au contraire, qui sont déjà confirmés, ou des reportages sur des tendances. La rubrique « Hard News » commente avec humour les sorties.
Le ton se veut à la fois léger, voire humoristique, tout en traitant avec sérieux et respect le sujet en question.
Parce qu'elle diffuse des images pornographiques explicites, elle est interdite aux moins de 18 ans et diffusée uniquement après minuit et, depuis 2002, avec double cryptage. La première diffusion a lieu le premier samedi du mois, à minuit. Durant au départ cinq minutes, le succès de l'émission a vu sa durée prolongée à dix puis quinze minutes au fil des années. Elle précède, par ailleurs, chacune des trois diffusions mensuelles du film pornographique programmé par Canal+, qui demeure la seule chaîne de télévision hertzienne française à diffuser ce genre de films, depuis le 31 août 1985.

## Présentation
- 1991-1997 : Philippe Vandel
- 1997-1998 : Jarlot Caen
- 1998-2001 : Alexandre Devoise
- Émission spéciale du 2 septembre 2000 : Camille Cousin[1]
- 2001 : Julia Channel
- 2001-2008 : Clara Morgane
- 2008-2011 : Mélanie Dagréo
- 2011-2014 :  Donia Eden
- 2014-2020 :  Sébastien Thoen
- Depuis janvier 2021 :  Lele O[2]

## Influence
Le titre d'une autre émission de la chaîne Canal+, Le Journal du art, présentée par Jean Teulé et diffusée durant la saison 1994-1995, fait référence au Journal du hard.